# Ефремов, Валерий Валентинович
Вале́рий Валенти́нович Ефре́мов (род. 25 декабря 1953, Шумерля, Чувашская АССР, РСФСР, СССР) — советский и российский музыкант, барабанщик групп «Машина времени» и «Високосное лето», Заслуженный артист Российской Федерации (1999).

## Биография

### Происхождение
Отец — Валентин Яковлевич Ефремов (1932—1997), мать — Галина Ивановна Ефремова (род. 1930). 
В 1971 году окончил Среднюю школу № 2, г. Мытищи Московской области. В 1977 году окончил МГУ им. Ломоносова, химический факультет

### Трудовая деятельность
Играл на танцах в городе Мытищи, когда учился в МГУ, в группе «Авангард».
С 1976 года по 1979 год играл на ударных в группе «Високосное лето».
В 1976 году снялся в фильме «Шесть писем о бите» как ударник группы «Високосное лето».
С 1977 года по 1979 год работал стажером-исследователем в научно-исследовательском институте химической физики АН СССР.
С 1979 года по 1980 год работал артистом «Московского гастрольного театра комедии»;
В 1979 году вместе с Александром Кутиковым перешёл в группу «Машина времени» и занял место за ударной установкой.
Единственный в нынешнем составе, кто никогда не пел со сцены.
Вместе с другими участниками группы снялся в фильмах: «Душа» (1981), «Начни сначала» (1985), «Рок и фортуна» (1989).
Валерий Ефремов стал эндорсером немецкого производителя барабанных тарелок Meinl. Сам Ефремов сказал, что для барабанщика самый расходный материал — это, конечно, палочки, но тарелки тоже бьются. Перед тем, как дать своё согласие, Валерий Ефремов внимательно послушал эти тарелки и поиграл на них. По его словам, он остался очень доволен своим выбором.

## Семья и личная жизнь

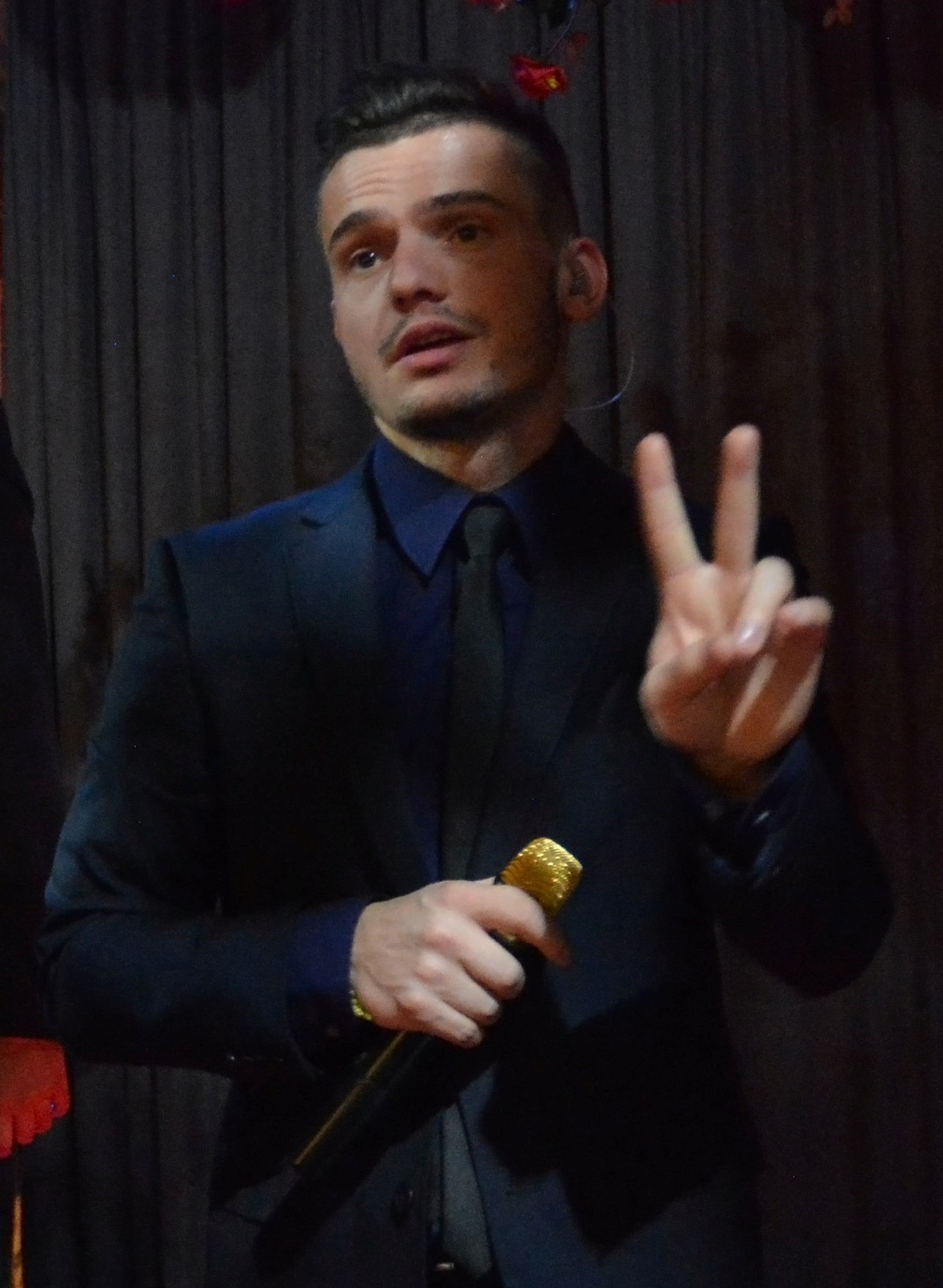
Валерий Ефремов-младший

- Жена (с 24 июля 1980) — Мариана Ефремова — работала на телевидении с 1980 по 1995 год, с ней работала и первая жена Макаревича Елена Игоревна Фесуненко; на свадьбе Ефремовых были многие известные люди, а на следующий день им позвонили и сообщили, что умер Высоцкий[4]
  - Сын — Валерий Валерьевич Ефремов (род. 4 августа 1983) — солист группы «5sta Family», исполнитель хип-хопа, известен как «CoolB», закончил РУДН, занимается фитнесом, любит компьютер и Интернет[5][6].
    - Внучка (р. 25.08.2020, умерла 6.09.2020) [7].

Любимые барабанщики: Джон Бонэм, Чад Смит, Фил Коллинз
Хобби: Горные лыжи, * Сноуборд, Бильярд, Виндсерфинг, Теннис. Свободное время проводит за занятием спортом и экстремальным спортом. В социальных сетях его нет и он не видит в этом особого смысла.
Автомобили: ВАЗ-21011 — первый автомобиль

## Фильмография
| Год  |     | Название                  | Роль  |
| ---- | --- | ------------------------- | ----- |
| 1976 | док | «Шесть писем о бите»      | камео |
| 1981 | ф   | «Душа»                    | камео |
| 1983 | мф  | «Я возвращаю Ваш портрет» | камео |
| 1985 | ф   | «Начни сначала»           | камео |
| 1989 | ф   | «Стеклянный лабиринт»     | камео |
| 1989 | док | «Рок и фортуна»           | камео |

## Награды и звания
- Орден Почёта (24 июня 1999 года) — за заслуги в развитии музыкального искусства[10].
- Заслуженный артист Российской Федерации (22 ноября 1999 года) — за заслуги в области искусства[11].

## Дискография
В 2000-м году фирма Sintez Records выпустила сольный альбом Ефремова под названием «Сбивчивый рассказ» (первоапрельская шутка на сайте «МВ»).